# Марі де Франс
Марі́ де Франс, або Марі́я з Фра́нції чи Марі́я Францу́зька (фр. Marie de France; XII століття, Вексен — невідомо) — одна з найвідоміших середньовічних поетес XII століття. Жила в тодішній Англії, але, ймовірно, походила з Франції. Перебувала при дворі Генрі II Плантаґенета.
Французи називають Марі де Франс «Сапфо Середньовіччя», а англійці у свою чергу — «першою жінкою-письменником нашої ери» та «середньовічною Джейн Остін».
Свої твори писала англо-нормандською мовою. Вона є авторкою збірки дванадцяти ліричних поем (ле, ляйсів), збірки байок (ізопетів), поеми «Чистилище Святого Патріка» (фр. L'Espurgatoire Seint Patriz) та житія «Життя Святої Одрі» (фр. La Vie Seinte Audree).

## Життєпис

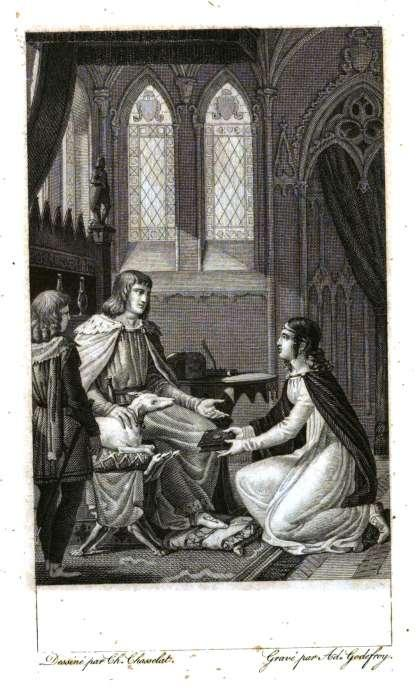
Марі де Франс дарує свою книгу Генрі II Плантаґенету

Про життя Марі де Франс відомо дуже мало. Навіть її ім'я це всього лиш припущення, зроблене на підставі рядка з епілогу до її байок: «Marie ai nun, si suis de France» («Мене звуть Марія, я із Франції»). Під Францією у XII столітті розуміли Іль-де-Франс (фр. Ile-de-France) — місцевість довкола Парижа. Опираючись на лінгвістичні свідчення, вважають, що Марі походила з Вексена — частини Нормандії, що межувала з Паризьким басейном. У період ренесансу, вперше ім'я Марі згадав Клод Фочет, бібліофіл та член парламенту Франції. Його двотомне видання — «Збірка про походження французької мови та поезії» (фр. «Reueil de l'origine de la langue et poesie francoise» Париж, 1581) містить спомин про «Марі де Франс» (кн.2, параграф 84).
Після одруження Елеонори Аквітанської з Генрі II Плантаґенетом (він став королем Англії), Марі у складі почту цього подружжя переїжджає до Лондона. Можливо, що саме Генрі II поетеса присвятила збірку своїх ле. Середньовічний чернець та критик — Деніс Пірамус у своїй праці «Vie Seint Edmund le rei» (1180 року) писав, що «Ле Марі де Франс» користувалися великою популярністю в придворної знаті через те, що «в них було те, чого слухачі бажали для себе в реальному житті».
Марі де Франс приписують багато особистостей: на основі генеалогічних досліджень та історичних даних, припускається, що Марія — позашлюбна сестра Генрі II, адже у його батька, Жоффруа Плантаґенета, була побічна дочка з таким же ім'ям, яка згодом стала абатисою Шефтсберійського абатства (1181—1216 роки); Марі де Мелан чи Бомон — вдова Гуго Талбота та дочка Галерана де Бомона; абатиса Редінгу (абатство, де, скоріш за все, переписали манускрипт Гарлі 978).
Визначити літературних покровителів Марі де Франс також проблематично. Вона присвятила свої ле «благородному королю» («nobles reis»), особу якого літературознавці пов'язують з різними королями на ймення Генрі. Це міг бути Генрі III; Генрі II (правив з 1154—1189 рр.); його син, Генрі Молодий, якого коронували в 1173 році. А свої байки Марі де Франс присвятила якомусь «графу Віляму» (особа не встановлена, її пов'язують з багатьма видатними особистостями того часу).
Переклади з латини релігійних текстів та байок Езопа свідчать про високу освіченість поетеси (знання кількох мов — англійської, норманської, латини) та приналежність її до придворної знаті.

## Твори

### Ляйси
«Ле Марії де Франс» (фр. «Les Lais de Marie de France») — основна праця Марі де Франс, яка датується 1160—1170 рр. Загалом ле дійшли до нас у різній кількості у п'ятьох рукописах. Тільки рукопис Гарлі 978 містить всі дванадцять повістей разом із прологом.
Як пише сама Марі де Франс, її ле є перекладом з латини давніх бретонських сюжетів. Всі вони побудовані за однаковою схемою: вступ (про що йтиме мова), виклад події та короткий підсумок.
До збірки ввійшли такі ліричні поеми:
| - «Гіжмар» (фр. Lai de Guigemar) — розповідається про лицаря, який уникав любові, аж поки його не прокляв чарівний олень (лицарева рана не загоїться, якщо він не знайде справжню даму серця); - «Еквітан» (фр. Lai d'Equitan) — король, забувши закони благородства, жіночої ніжності шукав у дружини сенешаля, за що й поплатився. - «Ясен» (фр. Le Fresne) — класичний сюжет про двійнят (їх розділили в дитинстві, але в зрілому віці вони знову знаходять один одного); - «Вовкулака» (фр. Lai du Bisclavret) — розповідь про вовкулаку, що застряг у вовчій подобі через зраду своєї дружини; - «Ланваль» (фр. Lai de Lanval) — розповідається про те, як молода прекрасна жінка закохується в лицаря короля Артура і забирає його на прекрасний острів Авалон. Вважається першою артуріаною французькою мовою; - «Закохані» (фр. Lai des deux Amants) — історія двох закоханих, яким протистоїть батько-король (він кохає свою власну дочку); - «Йонек» (фр. Lai de Yonec) — змальовано поширений казковий сюжет, в якому принц під виглядом птаха відвідує принцесу; - «Соловей» (фр. Lai du Laostic ou Lai de l'eostic) — розповідається про кохання одруженої жінки до сусіда; - «Мілон» (фр. Lai de Milun) — використовується давній епічний сюжет про битву батька і сина; - «Нещасливець» (фр. Lai du Chaitivel) — розповідається історія про даму, яка мала чотирьох лицарів-залицяльників, але після турніру троє з них загинули, а четвертий нещасливець одержав сильне поранення і вже не міг задовольняти потреби своєї дами; - «Елідук» (фр. Lai d'Eliduc) — історія про лицаря, який був щасливо одружений З Гвіделюк, але пізніше закохався у даму на ймення Гвійадон; - «Жимолость»(фр. Lai du Chevrefeuille) — описується один із епізодів «Трістана і Ізольди». |

Йоганн Вольфганг фон Гете високо оцінив збірку ляйсів Марі де Франс та назвав її «перлиною середньовічної поезії».
Знайшлось Ягнятко у Вівці.

Чабан отару по луці,

Ягня лишивши, десь погнав.

Коза зустріла серед трав

Мале Ягня і, мов свого,

Поїла молоком його.

Як стало вже Ягнятко чимале,

Одного дня йому сказали:

«Іди до матінки своєї, —
 
Там, певне, й батько біля неї.

Бо ж зовсім ти не Козеня!»

Та мудре мовило Ягня:

«Мені здається, справжня мати —

Якій прийшлося годувати...

Не досить немовля родить,

Щоб десь у полі залишить!»

«Ягня й Коза» 

### Байки
«Байки» датуються 1167—1189 рр. Вони збереглися в різній кількості в 23 рукописах, але тільки один манускрипт містить повне зібрання байок Марі де Франс — Гарлі 978. До збірки увійшло 102 байки. Марія Французька стверджувала, що джерелом для її байок слугувала англійська адаптація латинських текстів «короля Альфреда», однак така праця до нас не дійшла. Цілком можливо, що поетеса вказала вигадане джерело. Левова частка її байок запозичені з латинського варіанту «Езопових байок» байкаря Ромула. Марія Французька найперша у середньовічній літературі поетеса, що творила у жанрі ізопет (байка) народною мовою.
В епілозі до збірки поетеса вказує своє ім'я — «Marie ai nun, si suis de France» («Мене звуть Марія, я із Франції»), щоб таким чином підтвердити своє авторство та запобігти привласнюванням збірки кліриками.Кожна байка несе певний моральний урок. Соціальні та моральні цінності є наче кістяком, що об'єднує цілий ряд байок. Політична позиція в ізопетах, однак, зображає аристократичну точку зору щодо різних соціальних класів: соціальна ієрархія має залишитися заради гармонії; люди мають спокійно приймати своє положення та зобов'язання. У ряді байок Марі змальовує своє позитивне ставлення до феодальної вірності, проте, зустрічаються й приклади поганого ставлення до бідняків, як от в ізопеті «Вовк та ягня» (фр. «De lupo et agno»), в якій вовк вигадує різні провини, аби виправдати вбивство ягняти.

### Чистилище Святого Патріка
«Чистилище Святого Патріка» (фр. L'Espurgatoire Seint Patriz) є перекладом латинського твору — «Tractatus de Purgatorio Sancti Patricii» Генрі де Салтрі. Твір дійшов до нас в єдиному манускрипті, що налічує більш ніж 2000 віршів.
Завдяки зусиллям Св. Патріка, вхід до Чистилища було встановлено на церковному дворі, аби все ще живі люди могли посилити свою віру в загробне життя. Після відповідних молитов та інструкцій багато хто міг спуститися туди, щоб на власні очі пересвідчитися у тортурах приречених та насолоді врятованих душ. Найбільша частина розповіді зосереджена навколо спуску до Чистилища лицаря Овейна. Він вирішує спуститися туди, аби спокутати свої гріхи. Овейн стає свідком ряду страшних тортур, що йому їх показують демони, аби він відмовився від своєї релігії. Кожного разу лицарю вдається розвіяти ці муки, вимовивши ім'я Ісуса Христа. Після цілої ночі у чистилищі, він, очищений від гріхів, повертається назад.
Овейнова подорож з'ясовує моральні та фізичні страждання, що є результатом людських недоліків та пропонує можливість спокути. До Овейнової історії також прикріплений екземплум, що розповідає нам про священика, що кастрував себе, щоб таким чином убезпечитися від спокуси розбещення молодої дівчинки-сироти, що перебувала під його опікою.
«Чистилище Святого Патріка» належить до характерного літературного жанру середньовіччя — видіння, які надихнули Данте на створення «Божественної комедії».

### Життя Святої Одрі
Твір «Життя Святої Одрі» (фр. La Vie Seinte Audree) дійшов до нас у єдиному рукописі, що зараз зберігається в Британській бібліотеці. Твір є перекладом з латині та датується кінцем XII — початком XIII століття. Оригінальне джерело невідоме, проте, вважається, що Марі де Франс синтезувала щонайменше три латинські тексти. «Життя святої Одрі» розповідає історію про англо-саксонську принцесу, яка, хоч і була двічі одружена, зберігає свою незайманість аж до самої смерті.
Авторство «Життя Святої Одрі» приписали Марі де Франс зовсім недавно, ще у 2000-х творцем цього житія вважали якусь «черницю на ймення Марі». Однак, науковець Джюн Холл МакКеш, проаналізувавши цей твір, на основі лексичної, лінгвістичної, стилістичної та інтертекстуальної інформації, зробив висновок, що авторство належить тій самій Марі, яка написала «Чистилище Святого Патріка». Решта світових науковців підтримали новаторське твердження МакКеша.

## Сприйняття

### Переклади
Перше французьке видання творів Марі де Франс вийшло у двох томах на початку XIX століття, коли Жан-Батист де Рокфор опублікував «Poésies de Marie de France» (1820 р.).
Микола Терещенко переклав байку «Ягня й Коза» та ле «Жимолость» українською мовою. («Сузір'я французької поезії» Том 1, 33-38 ст.).
Російською мовою всі ле Марії де Франс переклала Вероніка Доліна («12 повестей Марии Французской», Фоліо, 2014 р.). Також «Жимолость» переклала Наталя Рикова («Легенда о Тристане и Изольде», Наука, 1976).

### Вплив на літературу
Наприкінці XIV століття, майже у той самий час, коли й Джеффрі Чосер помістив бретонський ляйс «Оповідь землевласника» до своїй «Кентерберійських оповідань», поет на ймення Томас Честре на основі «Ланваля» Марі де Франс написав середньоанглійський лицарський роман, в якому, як і очікується, розповідалось про пригоди лицаря Сера Лаунфаля.
1816 року англійська поетеса Матильда Бетам октасилабіком написала довгу поему про Марі де Франс — «Ле про Марі» (англ. The Lay of Marie).